# Тауксі
Тауксі (ест. Tauksi) — незаселений острів в західній частині Естонії. Острів знаходиться в повіті Ляенемаа у протоці Вяїнамері на північ від півострова Пуїс та на північний захід від півострова Сассі. Острів належить до спеціальної охоронної зони островів Вяїнамері, яка належить до національного парку Матсалу. Острів включений до території села Пиґарі-Сассі.
Площа Тауксі — 3,66 км² і це 16 за величиною острів Естонії. За старими даними площа острова становить 2.75 км².
Найвища точка сягає лише 2,8 м та почала підійматись з дна моря в 9-10 ст.
Забороняється перебування у спеціальній охоронній зоні островів Вяїнамері, включаючи Тауксі, за винятком наукових досліджень і спостережень та пошукових робіт. Також за згодою розпорядника природоохоронних територій допускаються такі заходи: полювання для регулювання чисельності тварин (єнота, лисиці, вовка і кабана) та будівництво певних об'єктів з 15 липня по 1 березня.

## Історія
Перша письмова згадка про Тауксі датується 1526 (Tocsz).
У 20 ст. на острові було два господарства, в одному з яких сім'я проживала до 1972.